# Taťána Šrámková
Taťána Šrámková (* 24. Mai 1954, geborene Taťána Pravdová) ist eine tschechische Badmintonspielerin. Miroslav Šrámek ist ihr Ehemann.

## Karriere
Tatjana Šrámková wurde 1972 erstmals nationale Junioren-Meisterin in der Tschechoslowakei. Bei den Erwachsenen siegte sie 1976 zum ersten Mal, wobei sie sowohl im Damendoppel als auch im Mixed erfolgreich war. Sieben weitere Titelgewinne folgten bis 1985. Außerhalb ihrer Heimat stand sie mehrmals beim Internationalen Werner-Seelenbinder-Gedenkturnier auf dem Podest und gewann die Austrian International und die Belgian International.

## Sportliche Erfolge
| Saison | Veranstaltung                                          | Disziplin   | Platz | Name                                   |
| ------ | ------------------------------------------------------ | ----------- | ----- | -------------------------------------- |
| 1972   | Tschechoslowakische Einzelmeisterschaften der Junioren | Damendoppel | 1     | Taťána Pravdová / Olga Zrnová          |
| 1974   | Belgian International                                  | Damendoppel | 1     | Alena Poboráková / Taťána Pravdová     |
| 1974   | DDR: Internationales Werner-Seelenbinder-Gedenkturnier | Dameneinzel | 3     | Taťána Pravdová                        |
| 1974   | DDR: Internationales Werner-Seelenbinder-Gedenkturnier | Mixed       | 5     | Roland Riese / Taťána Pravdová         |
| 1975   | Austrian International                                 | Mixed       | 3     | Petr Lacina / Taťána Pravdova          |
| 1975   | DDR: Internationales Werner-Seelenbinder-Gedenkturnier | Damendoppel | 2     | Alena Poboráková / Taťána Pravdová     |
| 1975   | DDR: Internationales Werner-Seelenbinder-Gedenkturnier | Mixed       | 3     | Petr Lacina / Taťána Pravdová          |
| 1976   | Tschechoslowakische Einzelmeisterschaften              | Mixed       | 1     | Petr Lacina / Taťána Pravdová          |
| 1976   | Czechoslovakian International                          | Damendoppel | 3     | Taťána Pravdová / Semecka              |
| 1976   | Czechoslovakian International                          | Dameneinzel | 3     | Taťána Pravdová                        |
| 1976   | Tschechoslowakische Einzelmeisterschaften              | Damendoppel | 1     | Alena Poboraková / Taťána Pravdová     |
| 1976   | Austrian International                                 | Dameneinzel | 1     | Taťána Pravdová                        |
| 1976   | Austrian International                                 | Mixed       | 1     | Konstantin Holobradý / Taťána Pravdová |
| 1977   | Tschechoslowakische Einzelmeisterschaften              | Dameneinzel | 1     | Taťána Pravdová                        |
| 1978   | Tschechoslowakische Einzelmeisterschaften              | Dameneinzel | 1     | Taťána Pravdová                        |
| 1978   | DDR: Internationales Werner-Seelenbinder-Gedenkturnier | Damendoppel | 2     | Taťána Šrámková / Jiřína Hubertová     |
| 1980   | Tschechoslowakische Einzelmeisterschaften              | Damendoppel | 1     | Alena Poboraková / Taťána Šrámková     |
| 1981   | Tschechoslowakische Einzelmeisterschaften              | Mixed       | 1     | Miroslav Šrámek / Taťána Šrámková      |
| 1983   | Tschechoslowakische Einzelmeisterschaften              | Mixed       | 1     | Miroslav Šrámek / Taťána Šrámková      |
| 1984   | Tschechoslowakische Einzelmeisterschaften              | Damendoppel | 1     | Jaroslava Balcarová / Taťána Šrámková  |
| 1985   | Tschechoslowakische Einzelmeisterschaften              | Damendoppel | 1     | Jaroslava Balcarová / Taťána Šrámková  |